# Route P121 (Lettonie)
Pour les articles homonymes, voir P121.
La route P121 (Autoceļš P121) est une  route régionale de Lettonie reliant Pļaviņas à Grobiņa.
Elle a une longueur de 83,2 km.

## Présentation
La route P121 Tukums—Kuldīga est une route régionale qui relie Tukums à l'autoroute A10 puis traverse Zemīte et Vāne avant de rejoidre la route P120 près de Kuldīga.
La longueur de la P121 est de 83,2 km et elle est asphaltée.
La route traverse les novads de Tukums et de Kuldīga.